# The Butterfly on the Wheel
The Butterfly on the Wheel is een Amerikaanse dramafilm uit 1915 onder regie van Maurice Tourneur. Het scenario is gebaseerd op het toneelstuk A Butterfly on the Wheel (1912) van de Britse auteurs Edward Hemmerde en Francis Neilson. Destijds werd de film in Nederland uitgebracht onder de titel Butterfly, de brand in de opera. De film is wellicht zoekgeraakt.

## Verhaal
Mijnheer Admaston besteedt meer aandacht aan zijn werk dan aan zijn vrouw Peggy. Zij brengt veel tijd door met Collingwood, een vriend van haar echtgenoot. Op een dag wekt een opmerking van lady Attwill gevoelens van achterdocht bij Admaston. Tijdens het echtscheiding ontdekt hij dat zijn argwaan misplaatst was.

## Rolverdeling
| Acteur         | Personage         |
| -------------- | ----------------- |
| Holbrook Blinn | Mijnheer Admaston |
| Vivian Martin  | Peggy Admaston    |
| George Relph   | Collingwood       |
| June Elvidge   | Lady Attwill      |
| Johnny Hines   |                   |